# Porphyrinia derogata
Porphyrinia derogata là một loài bướm đêm trong họ Noctuidae.